# Erwin Frey
Erwin Frey (* 1960) ist ein deutscher Physiker und Hochschullehrer.

## Ausbildung
Frey studierte Physik an der Technischen Universität München (TUM), wo er 1986 sein Diplom machte. Er blieb als wissenschaftlicher Assistent an der TUM und promovierte dort 1989 bei Franz Schwabl mit einer Arbeit zum Thema Statisches und dynamisches kritisches Verhalten von dipolaren Ferromagneten. Von 1990 bis 1992 ging er als Postdoc an die Harvard University. 1992 kehrte Frey an die TUM zurück, wo er bis 2001 als wissenschaftlicher Mitarbeiter arbeitete. 1996 habilitierte er sich an der TUM mit einer Arbeit zum Thema Statistische Physik fluktuierender Mannigfaltigkeiten.

## Beruf
Von 1998 bis 2001 war Frey Heisenberg Fellow der Deutschen Forschungsgemeinschaft (DFG) und Gastdozent an der Harvard-Universität. Gleichzeitig war er von 1999 bis 2000 Gastprofessor an der Ludwig-Maximilians-Universität München (LMU). Im Jahr 2001 erhielt er einen Ruf als ordentlicher Professor für Physik an die Freie Universität Berlin. Ab 2002 übernahm er dort die Leitung der Abteilung für theoretische Physik des Hahn-Meitner-Instituts. 2004 wurde Frey an die LMU auf den Lehrstuhl für Theoretische Physik – Statistische Physik berufen, dessen Leitung er seither innehat.

## Forschungsinteressen
Frey forscht über Weiche Materie auf den Gebieten der Biophysik und der Physikalischen Chemie. Er untersucht Phasenübergänge und Skalenverhalten fern vom Gleichgewicht. Er beschäftigt sich mit emergenten Strukturen in der belebten Natur. Dabei betrachtet er sowohl Schwärme von Pantoffeltierchen als auch Schwärme von Staren als auch Galaxienhaufen und versucht Gesetzmäßigkeiten und Gemeinsamkeiten im Schwarmverhalten und in der Strukturbildung vom Allerkleinsten bis zum Allergrößten herauszufinden.
Frey wirkte als Antragsteller, Sprecher, Leiter und Teilprojektleiter an mehreren von der Deutschen Forschungsgemeinschaft (DFG) geförderten Projekten mit, darunter
- 1997–2006: Dynamik und Evolution zellulärer und makromolekularer Prozesse
- 1998–2002: Modellierung molekularer Motoren und Transportprozesse im Zytoskelett
- 1999–2004: Stochastische und kooperative Phänomene in multikomponentigen dynamischen Synthesen bestehend aus Motormolekülen und Zytoskelettfilamenten
- 2006–2009: Physikalische Prinzipien DNA-basierter nanoskaliger Systeme
- 2007–2015: Fluktuationen und große Abweichungen in stochastischen Systemen fern vom Gleichgewicht
- 2008–2014: Dynamik semiflexibler Biopolymere in heterogener Umgebung
- 2010–2015: Ecology of Bacterial Communities: Interactions and Pattern Formation
- 2010–2021: Selbstorganisation von Zytoskelett Strukturen
- seit 2012: Musterbildung und Formbildung in Zellulären Systemen
- 2017–2021: Grundlegende Mechanismen zur Erzeugung räumlich-zeitlicher Proteinmuster in bakteriellen Zellen
- 2018–2023: Selbstverstärkte mikrofluidische Synthese und Polymerisation von RNA und DNA
- seit 2019: ORIGINS: Vom Ursprung des Universums bis zu den ersten Bausteinen des Lebens[9]

Frey hat mehr als 500 Publikationen und einen h-Index von 73.

## Mitgliedschaften, Ämter, Engagement
Frey ist ordentliches Mitglied des Center for NanoScience (CeNS). Er gehört zum Scientific Board des CeNS und ist seit 2019 Inhaber des Kavli-Chairs der Technischen Universität Delft. Er ist Mitglied des Sonderforschungsbereiches (SFB) 1032: Nanoagenzien zur raumzeitlichen Kontrolle molekularer und zellulärer Reaktionen. Frey sitzt im wissenschaftlichen Beirat des Exzellenzclusters Origins.

## Preise, Auszeichnungen
2023 erhielt Frey den Preis des Europäischen Forschungsrates für sein Projekt CellGeom (geometrische und physikalische Grundlagen zellähnlicher Funktionalität). Für 2024 wurde ihm die Max-Planck-Medaille zugesprochen. Für seine herausragenden wissenschaftlichen Beiträge zu weicher kondensierter Materie, theoretischer Biophysik, Zellbiologie und der Physik von Nicht-Gleichgewichtssystemen wurde er 2024 zum Fellow der American Physical Society ernannt, 2025 zum Mitglied der Bayerischen Akademie der Wissenschaften gewählt.

## Veröffentlichungen (Auswahl)
- Erwin Frey: Evolutionary game theory: Theoretical concepts and applications to microbial communities, 2010, Physica A: Statistical Mechanics and its Applications, Band 389 online
- Erwin Frey, Klaus Kroy: Im Zickzack zwischen Physik und Biologie, 2005, Physik Journal, Band 4 online
- Erwin Frey, Klaus Kroy: Brownian motion: a paradigm of soft matter and biological physics, 2005, Annalen der Physik, Band 517 online
- Erwin Frey, Uwe Claus Täuber: Two-loop renormalization-group analysis of the Burgers–Kardar-Parisi-Zhang equation, 1994, Physical Review E, Band 50 online
- Erwin Frey, F Schwabl, S Thoma: Shape functions of dipolar ferromagnets at the Curie point, 1988, Physics Letters A, Band 129 online

## Online-Vorträge
- Struktur statt Detail auf YouTube, 5. Oktober 2018, abgerufen am 15. August 2023.
- Emergenz statt Entropie auf YouTube, 5. Oktober 2018, abgerufen am 15. August 2023.
- Spatial models in evolutionary game theory I - Erwin Frey auf YouTube, 3. Mai 2016, abgerufen am 15. August 2023.
- Spatial models in evolutionary game theory II - Erwin Frey auf YouTube, 3. Mai 2016, abgerufen am 15. August 2023.
- Spatial models in evolutionary game theory III - Erwin Frey auf YouTube, 4. Mai 2016, abgerufen am 15. August 2023.